# Laghetto del Frassino
Laghetto del Frassino este o arie protejată (arie specială de conservare — SAC, sit de importanță comunitară — SCI, arie de protecție specială avifaunistică — SPA) din Italia întinsă pe o suprafață de 78 ha, integral pe uscat.

## Localizare
Centrul sitului Laghetto del Frassino este situat la coordonatele 45°26′15″N 10°40′01″E / 45.4375°N 10.666944°E.

## Înființare
Situl Laghetto del Frassino a fost declarat sit de importanță comunitară în septembrie 1995 pentru a proteja 98 de specii de animale. Alte tipuri de protecție:
- arie de protecție specială avifaunistică (în septembrie 2008)
- arie specială de conservare (în iulie 2018)[1][2][3]

## Biodiversitate
Situată în ecoregiunea continentală, aria protejată conține 4 habitate naturale: Pajiști cu Molinia pe soluri calcaroase, turboase sau argilos-nămoloase (Molinion caeruleae), Lacuri eutrofice naturale cu vegetație de tip Magnopotamion sau Hydrocharition, Mlaștini turboase de tranziție și turbării mișcătoare, Mlaștini calcaroase cu Cladium mariscus și specii de Caricion davallianae.
La baza desemnării sitului se află mai multe specii protejate:
- păsări (96): uliu păsărar (Accipiter nisus), lăcar mare (Acrocephalus arundinaceus), lăcar-de-mlaștină (Acrocephalus palustris), lăcar-de-rogoz (Acrocephalus schoenobaenus), lăcar-de-lac (Acrocephalus scirpaceus), pițigoi codat (Aegithalos caudatus), pescăruș albastru (Alcedo atthis), rață pitică (Anas crecca), rață mare (Anas platyrhynchos), gâscă cenușie (Anser anser), gâscă de semănătură (Anser fabalis), fâsă de pădure (Anthus spinoletta), lăstunul mare (Apus apus), egretă mare (Ardea alba), stârc cenușiu (Ardea cinerea), stârc roșu (Ardea purpurea), cucuvea (Athene noctua), rață-cu-cap-castaniu (Aythya ferina), rața moțată (Aythya fuligula), Aythya marila, rață roșie (Aythya nyroca), buhai de baltă (Botaurus stellaris), Bucephala clangula, șorecarul comun (Buteo buteo), sticlete (Carduelis carduelis), Cettia cetti, florinte (Chloris chloris), erete de stuf (Circus aeruginosus), erete vânăt (Circus cyaneus), Cisticola juncidis, porumbel gulerat (Columba palumbus), cioară neagră (Corvus corone), cuc (Cuculus canorus), pițigoi albastru (Cyanistes caeruleus), lebădă de vară (Cygnus olor), lăstun de casă (Delichon urbicum), ciocănitoare pestriță mare (Dendrocopos major), egretă mică (Egretta garzetta), presură de stuf (Emberiza schoeniclus), măcăleandru (Erithacus rubecula), muscar negru (Ficedula hypoleuca), cinteză (Fringilla coelebs), lișiță (Fulica atra), becațină comună (Gallinago gallinago), găinușă de baltă (Gallinula chloropus), Hippolais polyglotta, rândunică (Hirundo rustica), stârc pitic (Ixobrychus minutus), capîntortură (Jynx torquilla), sfrâncioc roșiatic (Lanius collurio), pescăruș sur (Larus canus), Larus michahellis, pescăruș râzător (Larus ridibundus), privighetoare (Luscinia megarhynchos), rață fluierătoare (Mareca penelope), rață pestriță (Mareca strepera), Mergellus albellus, prigoare (Merops apiaster), gaia neagră (Milvus migrans), codobatura galbenă (Motacilla flava), muscar sur (Muscicapa striata), rață cu ciuf (Netta rufina), vultur pescar (Pandion haliaetus), pițigoi mare (Parus major), vrabie (Passer domesticus), vrabie de câmp (Passer montanus), viespar (Pernis apivorus), cormoran mare (Phalacrocorax carbo), pitulice de munte (Phylloscopus collybita), pitulice sfârâitoare (Phylloscopus sibilatrix), pitulice-fluierătoare (Phylloscopus trochilus), coțofană (Pica pica), ciocănitoarea verde (Picus viridis), corcodel mare (Podiceps cristatus), cresteț pestriț (Porzana porzana), brumăriță de pădure (Prunella modularis), cristei de baltă (Rallus aquaticus), pițigoi-pungar (Remiz pendulinus), lăstun de mal (Riparia riparia), mărăcinar negru (Saxicola torquatus), sitar de pădure (Scolopax rusticola), cănăraș (Serinus serinus), Spatula clypeata, rață cârâitoare (Spatula querquedula), scatiu (Spinus spinus), turturică (Streptopelia turtur), graur (Sturnus vulgaris), silvie cu cap negru (Sylvia atricapilla), silvie de zăvoi (Sylvia borin), silvie de câmp (Sylvia communis), corcodel mic (Tachybaptus ruficollis), pănțărușul (Troglodytes troglodytes), mierlă (Turdus merula), sturz-cântător (Turdus philomelos), strigă (Tyto alba), Zapornia parva
- amfibieni (2): Rana latastei, Triturus carnifex

Pe lângă speciile protejate, pe teritoriul sitului au mai fost identificate 37 de specii de plante, 3 specii de amfibieni, 6 specii de mamifere, 5 specii de reptile.